# Marta Grau i Porta
Marta Grau i Porta (Prats de Lluçanès, 11 de desembre de 1890 - Blanes, 8 d'octubre del 1992) va ser una actriu catalana de teatre i de cinema que actuà des de la dècada dels anys 30 fins a la dels anys 60 del segle passat. També va exercir la pedagogia teatral.
Estudià declamació al conservatori de Madrid. El 1936 dirigia la companyia La Faràndula. Va ser professora de declamació de l'Institut del Teatre de Barcelona (d'on es va jubilar el juny de 1961), assignatura que també ensenyava al Conservatori del Liceu des del 1933. Tingué per alumnes moltes i molts futurs actors i actrius d'anomenada, com Assumpció Balaguer, Maria Lluïsa Solà, Pau Garsaball, Ricard Palmerola, Josep Lifante, Aurora Bautista, Gabriel Llopart, Catalina Valls. La Diputació de Barcelona li concedí la Medalla de l'Institut del Teatre.
Amb l'escenògraf Artur Carbonell creà la companyia de teatre anomenada Teatro del Arte. La també actriu Marta Santaolalla era neboda seva.

## Trajectòria professional
Cinema
- 1939. Eran tres hermanas. Director: Francisco Gargallo.
- 1939. Julieta y Romeo. Director: Josep Maria Castellví.
- 1942. Mosquita en palacio. Director: Joan Parellada.
- 1942. Sangre en la nieve. Director: Ramon Quadreny.
- 1942. Su excelencia el mayordomo. Director: Miguel Iglesias.
- 1943. La boda de Quinita Flores. Director: Gonçal Delgràs
- 1944. Altar mayor. Director: Gonçal Delgràs.
- 1946. Aquel viejo molino. Ignacio F. Iquino
- 1950. El pasado amenaza. Director: Antonio Román
- 1950. Apartado de correos 1001. Director: Juli Salvador
- 1952. La forastera. Director: Antonio Román.
- 1955. Lo que nunca muere. Director:Juli Salvador.
- 1964. Fontana di Trevi. Director: Carlo Campogalliani.
- 1965. El castigador. Director Joan Bosch
- 1968. Le rouble à deux faces. Director: Étienne Périer.